# Чистяков, Борис Алексеевич
Борис Алексеевич Чистяков (род. 25 апреля 1951, Ленинград) — советский хоккеист, защитник. Мастер спорта СССР. Тренер.
Начинал играть на стадионе Ленинградского мясокомбината. С 17 лет — в составе ленинградского СКА, играл в команде в сезонах 1968/69 — 1972/73, 1974/75 — 1979/80. Проведя в сезоне 1970/71 всего 13 матчей бронзовую медаль чемпионата страны не получил. Завершал карьеру в командах второй лиги ВИФК (1979/80), «Ижорец» (1980/81).
Чемпион Европы среди юниоров — 1970.
Победитель Кубка Шпенглера (2) — 1971, 1977.
В 1990-х — 2000-х годах работал тренером в петербургском «Спартаке», с 2007 года тренер в СДЮШОР СКА, тренер-супервайзер.